# Atari Games
Pour un article plus général, voir Atari.
Atari Games Corporation était une entreprise américaine qui exerçait son activité dans le développement, la production et l'édition de jeux d'arcade. À l'origine, l'entreprise était la division arcade de Atari Inc.. Dès 1987, Atari Games commence à commercialiser des jeux pour console de salon, sous la marque Tengen, développés et produits par de la filiale éponyme. 
De 1984 à 1985, Atari Games est sous la holding de Warner Communications, puis Namco de 1985 à 1987. De 1987 à 1993, l’entreprise est contrôlée par une holding mixte composée de Warner Communications, Namco et d'employés associés. La filiale Atari Operations, fondée 1987 devient filiale de Atari Games, propriétaire des chaines de salles d'arcades Barrel of Fun et 2001 Entertainment Center, puis est revendue à Namco qui deviendra Namco Operations en 1990. En 1993, Time Warner reprend le contrôle de l'entreprise, renomme Tengen en Time Warner Interactive en 1994, jusqu'au rachat en 1996 par WMS Industries, qui confie la totalité de Atari Games sous la holding de Midway Games. 
Atari Games est renommé Midway Games West en 2000 pour éviter la confusion, lorsque Hasbro Interactive achète les restes d'Atari Corporation et ressuscite la marque Atari. En 1999, Midway Games met fin à Tengen/Time Warner Interactive. En février 2003, Midway Games ferme Midway Games West après une chute des ventes de jeux, mettant fin à ce qui restait de l'entreprise Atari Games. Midway Games détient les propriétés intellectuelles de Atari Games jusqu'en 2009, au moment où elle fait faillite. La totalité des actifs sont rachetés par Warner Bros..

## Historique

### 1984-1985: Holding par Warner Communications
En 1984, Warner Communications vend la division Atari Consumer d'Atari Inc. qui comprend la division des jeux vidéo, à Jack Tramiel, qui a renommé sa société Atari Corporation. Warner Communications conserve la division arcade Atari Coin, mais la renomme Atari Games. l'accord entre Tramiel et Warner Communications précisait que Atari Games devait toujours inclure le terme « Games » après « Atari » sur son logo et Atari Games ne pouvait dans aucun cas utiliser la marque Atari sur le marché de la consommation (ordinateurs et consoles de salon). Atari Games garde la plupart des employés et des gestionnaires qui travaillaient chez Atari Inc.. l'entreprise a été en mesure de poursuivre la plupart des projets lancés la transition. De son côté, Atari Corporation en revanche stoppe les projets et lance un programme de rationalisation du personnel et des opérations.

### 1985-1987: Holding par Namco
En 1985, la participation majoritaire de Atari Games, 60 %, les autres 40 % sont toujours détenus par Warner Communications, est vendu à Namco, y compris la filiale irlandaise Atari Ireland (qui gère la distribution en Europe et l'usine de fabrication), une entreprise possédant des relations solides et anciennes avec Atari Inc.. Le 4 février 1985, Namco Ltd. annonce l'achat via sa filiale américaine Namco America Inc., Atari games devient filiale de cette dernière. Tous le personnel est conservé, y compris en Irlande soit à peu près 300 personnes. Sous l'ère Namco, Atari sont en arcade quelques-uns de ses plus grands classiques comme Star Wars: The Empire Strikes Back (kit de conversion pour Star Wars), Paperboy, Gauntlet, Gauntlet II, Road Runner et 720° sur System 1 et 2.

### 1987-1993: Holding mixte par Namco / Warner Communications / employés associés
En 1987, un groupe d'employés achète 20 % de la part de Namco, 40 % restant à Namco et 40 % à Warner Communications. Namco reste impliqué jusqu'en 1990 et se retire lorsque le président de Namco Masaya Nakamura part en retraite.
Atari Games continue à éditer des jeux Namco aux États-Unis comme Rolling Thunder, Pac-Mania, Galaga '88, Final Lap ou Four Trax, ainsi que le jeu Dunk Shot de Sega, qui passe plus tard des accords de licence avec Atari Games.
En même temps, Atari Games développe et publie plusieurs de ses titres les plus célèbres comme Xybots, Vindicators, Hard Drivin', Badlands et Klax.
En juin 1987, Atari Games passe un accord de licence avec Mindscape pour adapter et distribuer ses jeux d'arcade sur console de jeu. Le 29 juillet, Atari Games crée une filiale appelée Atari Operations, Inc. dans le but de racheter les actifs de Barrel of Fun, Inc. de Savannah en Géorgie, fondé le 9 décembre 1977 par Herbert C. Skinner et Richard W. Adams. Le lendemain, l'achat est finalisé, le 1er septembre la chaine de salles d'arcade Barrel of Fun, Inc. devient filiale de Atari Games, propriétaire des chaines de salles d'arcades Barrel of Fun et 2001 Entertainment Center (Atari Operations, deviendra Namco Operations le 26 juin 1990).
Depuis son lancement, Atari Games continue à fabriquer des jeux d'arcade et pour contourner l'interdiction de commercialiser des jeux sur support familiaux, Atari Games lance sa filiale Tengen, Inc., en décembre 1987 (le tengen désigne le point central d'un goban, le plateau de jeu de go). Le 10 janvier Tengen obtient une licence de la part de Nintendo pour développer et commercialiser des jeux sur support Nintendo. À partir de 1987, l'entreprise vend des cartouches pour la Nintendo Entertainment System sous la marque Tengen, dont une version de Tetris.
Atari Games et Tengen ont connu un certain nombre de procès à la fin des années 1980, à cause de différends sur les droits d'auteurs de Tetris et de contournement de Tengen de la puce de verrouillage de Nintendo 10NES qui empêchait les jeux non accrédités par Nintendo, développés par des entreprises tierces de fonctionner sur la NES. Les démêlés juridiques d'Atari Games avec Nintendo ne doivent pas être confondus avec les problèmes juridiques de Atari Corporation, qui a également connu des procès avec Nintendo à la fin des années 1980 et au début des années 1990.
En mai 1988, Atari Games achète les droits exclusifs mondiaux du jeu vidéo culte Tetris de Mirrorsoft. Mais finalement, Atari Games ne possède que les droits du secteur d'arcade de Tetris.
En juin 1988, les premières cartouches autorisées pour NES sont présentées : Pac-Man, Gauntlet et les R.B.I. Baseball, mais dès le mois de décembre Atari Games produit et commercialise des versions non autorisées de ces mêmes jeux. Tous les prochains jeux Tengen ne seront pas autorisés par Nintendo.
En décembre 1988, Atari Games dépose une plainte contre Nintendo of America Inc. et demande 100 millions de dollars à Nintendo Co. Ltd, l'accusant de monopoliser le marché américain des cartouches de jeux vidéo pour NES. Dès le 5 janvier 1989, Nintendo attaque Atari Games pour rupture de contrat et met fin aux accords de licences entre les deux entreprises, bien que les jeux Tengen continuent à sortir sur NES. Atari Games passe un accord avec Atari Corp. pour porter 35 jeux d'arcade « Atari » sur Lynx. En février, Nintendo lance cinq procès notamment pour le contournement de sa puce 10NES. En mai 1989, Atari Corp. se joint à Atari Games sur une partie de la plainte. Tengen lance sa version NES de Tetris. Début juin, la cour américaine californienne déboute Atari et fait barrage au jeu, puis le 13 novembre, considère que Nintendo possède les droits exclusifs sur le jeu, mais en mai 1990, la cour d'appel fédérale des États-Unis rompt le jugement de 1989.
En 1990, une filiale japonaise Tengen Ltd. est fondée et publie des jeux Tengen au Japon. Le 26 juin 1990, Atari Games (au nom de Time Warner) annonce qu'elle va racheter la totalité du capital représentant 43,8 % des parts détenues par Namco America. En échange, Namco reçoit en 1990, la propriété de la filiale Atari opérations appartenant à Atari Games, qui exploite plus de 40 salles d'arcade dans l'ouest et du sud des États-Unis. l'actionnaire majoritaire après l'opération sera Warner Communications (filiale de Time Warner Inc.), avec une part d'environ 79 % de la société. Au cours de l'année 1990, Atari Games publie Pit-Fighter, Race Drivin', Tetris, ainsi que quelques jeux sur NES, TurboGrafx-16 et Genesis.
En mars 1991, un nouveau jugement oblige Atari Games à arrêter les ventes de cartouches NES et de les retirer de la vente, mais en mai, le juge revient sur sa décision de mars en précisant d'attendre la décision de la cour d'appel. De son côté, Atari Games menace de fermer Tengen et de licencier les employés si le jugement est modifié.
Atari Games et Sega of America annoncent une alliance stratégique, la fabrication et commercialisation de plus de 40 produits logiciels pour systèmes de jeux vidéo Sega Master System, Genesis et Game Gear, aux États-Unis et en Europe, au cours des deux années suivantes. Les jeux seront développés sous la marque Tengen.
En avril 1992, Atari Games obtient une licence exclusive de distribution des jeux Domark Ltd. pour Tengen et les sorties de jeux comme James Bond 007: The Duel, MIG-29 Fighter Pilot, Prince of Persia et Super Space Invaders se suivent tout au long de l'été. En arcade, Atari Games sort Space Lords, Moto Frenzy et Guardians of the 'Hood.
Le 10 septembre 1992, la cour d'appel conclut que la rétro-ingénierie de la puce Nintendo est une pratique légitime, mais précise que Atari Games a enfreint les droits d'auteurs détenus par Nintendo, comme initialement jugé le 27 mars dernier. En novembre, un jugement annule un vieux jugement empêchant Atari de protéger Breakout et peut maintenant poursuivre Romstar pour plagiat, à cause de la distribution du jeu Taito Arkanoid.

### 1993-1996: Holding par Time Warner Interactive
En janvier 1993, Time Warner (en 1989, Warner Communications fusionne avec Time Inc. formant Time Warner) achète une participation majoritaire dans Atari Games (78 %) et en fait une filiale de son groupe. Atari Games maintient son identité et sa marque sous cette nouvelle direction. En mai 1993, la cour de justice américaine confirme en faveur de Nintendo stipulant l'illégalité du piratage de la puce 10NES par Atari Games et confirmé par un jugement du 29 juillet de la cour de San Francisco. Atari Games sort World Rally en arcade et plusieurs jeux sur consoles de jeux sous la marque Tengen jusqu'à la fin de l'année 1993.
Tengen est renommé Time Warner Interactive Inc. le 30 juin 1994 (annonce faite le 11 juin). La marque Tengen est abandonnée et les jeux sont produits sous la nouvelle marque Time Warner Interactive. Time Warner Interactive renomme la filiale japonaise Tengen Ltd en K.K. Time Warner Interactive en 1994 et publie des jeux pour PlayStation et Saturn. Dès le début de l'année 1994, Nintendo et Atari Games déclarent dans un communiqué commun, avoir trouvé un terrain d'entente et arrêtent les différentes poursuites mutuelles, signalant qu'ils pourront retravailler ensemble. Plusieurs jeux sortent sur console comme Dick Vitale's "Awesome, Baby!" College Hoops et Sylvester and Tweety in Cagey Capers, ainsi que Primal Rage et T-Mek en arcade. Le 23 septembre 1994 (annonce faite le 20 septembre), WCI Games Corporation, filiale de Warner Communications Inc. est fusionné dans Atari Games Corporation. Warner Communications récupère la totalité des actifs de Atari Games, devenant en totalité filiale de Warner Communications, elle-même filiale de Time Warner. Time Warner Interactive annonce en fin d'année un accord de licence avec Wayne Gretzky pour développer des jeux sur différentes plates-formes.
Durant l'année 1995, Time Warner Interactive est fusionné avec WarnerActive dans une filiale Time Warner appelée Inscape (en) (née de la fusion de Home Box Office et Warner Music Group), mais la marque Time Warner Interactive est conservée. L'entreprise sort de nombreux jeux sur console, PC et en arcade comme Area 51. Le 13 décembre 1995, The Wall Street Journal rapporte que Time Warner veut vendre Time Warner Interactive (Atari Games).

### 1996-2009: Holding par Midway Games

Logo Atari Games sous la holding de Midway Games

Le 23 février 1996, Warner Communications signe un préaccord de vente concernant Atari Games avec Williams Interactive Inc. (filiale créée de 15 février 1996 par WMS Industries pour acquérir Atari Games). Le 5 mars WMS Industries annonce publiquement le rachat de Atari Games, comprenant également ses filiales Atari Games Ireland Limited, Time Warner Interactive Inc. (Californie) (autrefois appelé Tengen), et K.K. Time Warner Interactive (Japon). Le 1er juillet 1996 louis Nicastro, président de WMS Industries transfère 100 % des propriétés de Atari Games à sa filiale Midway Interactive Inc. (précédemment Williams Interactive Inc.), filiale de Midway Games. Midway réactive la marque Atari Games et abandonne la marque  Warner Interactive. Williams Interactive Inc est renommé à nouveau Tengen Inc. le 12 septembre 1996. En parallèle, Atari Games publie des jeux de la série Rush sur Flagstaff et The NHLPA and NHL Present: Wayne Gretzky's 3D Hockey, ainsi que plusieurs jeux sur console PlayStation et PC. En octobre 1996, Namco rachète l'usine irlandaise.
Midway Games dissout K.K. Time Warner Interactive en 1999, la filiale fondée sous l’appellation Tengen Ltd. en 1990. En 1997, Atari Games commercialise Maximum Force, Mace: The Dark Age. Les jeux sur console sont distribués par Midway Home Entertainment, qui utilise les droits sur les jeux Atari pour publier Arcade's Greatest Hits: The Atari Collection 1, puis le 2 en 1998. Cette année-là, la séparation complète entre WMS Industries et Midway Games est opérée, Midway Games conserve Atari Games. Atari Games distribue aux États-Unis California Speed, Gauntlet Legends, ainsi que Surf Planet et Radikal Bikers de Gaelco et Vapor TRX de Bluehift.
En 1999, Atari Games lance War Final Assault, Road Burners, et San Francisco Rush 2049 sur Denver, le dernier système d’arcade développé par Atari. La filiale Time Warner Interactive Inc. est dissoute le 23 septembre 1999.
Lorsqu'en janvier 2000 Hasbro Interactive achète les restes d'Atari Corporation, le fabricant de consoles, et ressuscite le nom d'Atari dans le domaine des jeux pour console, la société mère Midway Games renomme Atari Games en Midway Games West pour éviter confusion entre les deux marques Atari.
Midway Games quitte le marché de l'arcade et se concentre sur les systèmes de jeu vidéo pour le salon en 2001, mettant en même temps fin à l'histoire de Atari dans l'industrie d'arcade. En février 2003, Midway Games ferme Midway Games West après une chute des ventes de jeux, mettant fin à ce
qui restait de l'entreprise Atari Games.
Jusqu'en 2009, Midway Games West existait encore en tant que holding dont la principale fonction était d'être propriétaire des droits d'auteur et des marques de ses franchises. En juillet 2009, la totalité des propriétés intellectuelles de Midway Games West a été vendue à Warner Bros., ramenant finalement les propriétés des jeux et l'histoire d'Atari à Warner Bros..

## Filiales
- Tengen Inc. : Fondée en 1987, Tengen est lancé pour permettre Atari Games de commercialiser des jeux sur support familiaux. Tengen connaît des démêlés avec la justice face à Nintendo. Tengen est renommé Time Warner Interactive Inc. en 1994. La marque Tengen n'est plus utilisée à partir de 1994 au profit de la marque Time Warner Interactive.

- Time Warner Interactive Inc. : Marque remplaçant Tengen, créée lors du rachat de Atari Games par Time Warner en renommant Tengen. La marque est stoppée lors du rachat de Atari Games par Midway Games en 1996, la filiale est de nouveau dénommée Tengen en 1996 et dissoute 1999.
- Atari Games Ireland Ltd. : Fondée en 1978 par Atari, elle gère la distribution en Europe et comprend une usine de fabrication. Elle est revendue à Namco en 1996 par WMS Industries.
- K.K. Time Warner Interactive (Japon) : Fondé en 1990 sous l’appellation Tengen Ltd, Time Warner Interactive renomme l'entreprise japonaise K.K. Time Warner Interactive en 1994 et publie des jeux pour PlayStation et Saturn. Mais à la suite du rachat d’Atari Games par WMS Industries, Midway Games récupère tous les actifs d’Atari Games et dissout K.K. Time Warner Interactive en 1997.
- Atari Operations, Inc. : Fondé le 29 juillet 1987 dans le but de racheter les actifs de Barrel of Fun, Inc. de Savannahen Géorgie (fondé le 9 décembre 1977 par Herbert C. Skinner et Richard W. Adams). Le 1er septembre, la chaine de salles d'arcade Barrel of Fun, Inc. devient filiale de Atari Games, propriétaire des chaines de salles d'arcades Barrel of Fun et 2001 Entertainment Center. Atari Operations, est revendu à Namco et deviendra Namco Operations le 26 juin 1990.